# Ricardo Pérez Godoy

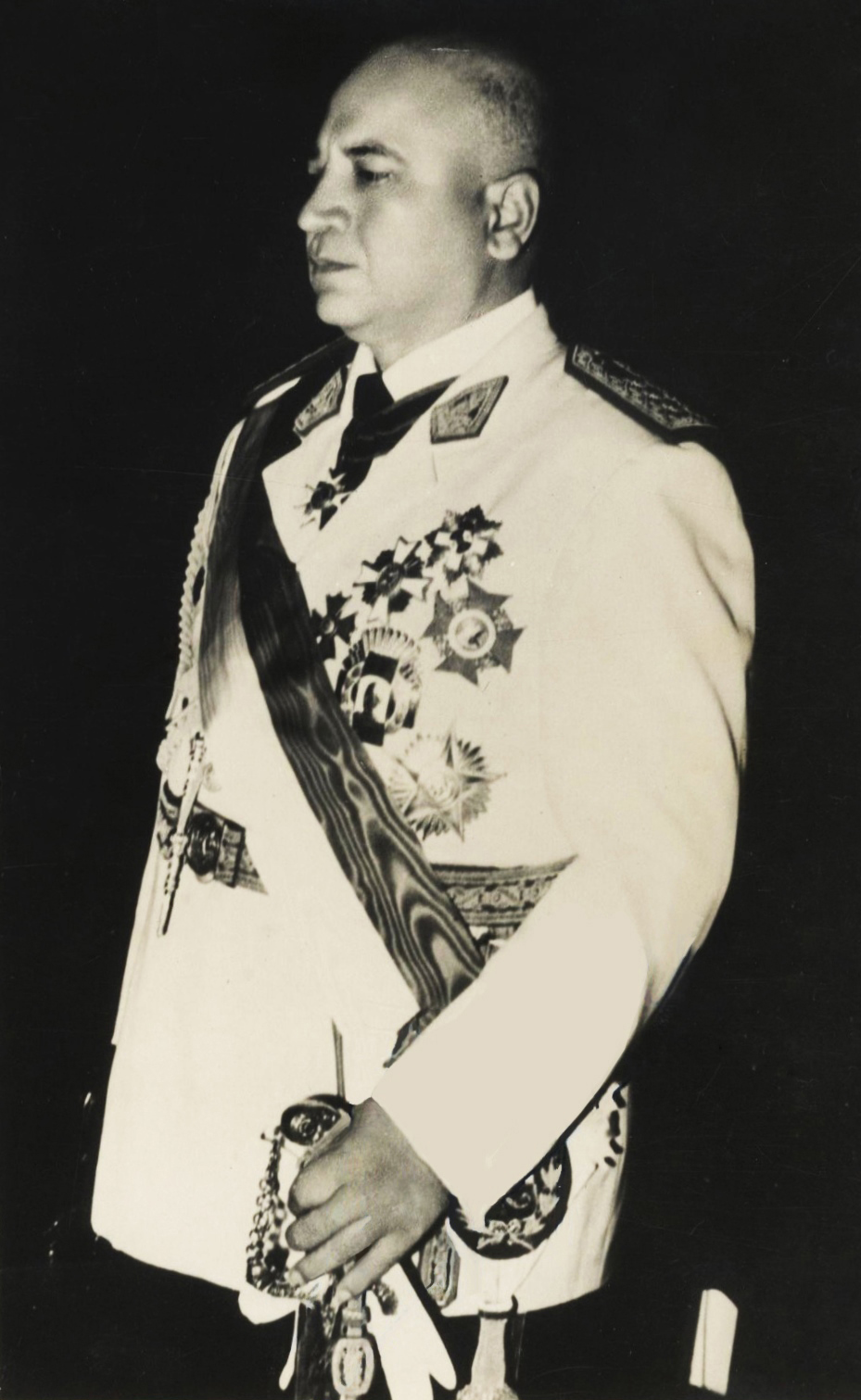
Ricardo Pérez Godoy

Ricardo Pío Pérez Godoy (* 9. Juni 1905 in Lima; † 26. Juli 1982 ebenda) war von 1962 bis 1963 als Chef einer Militärjunta Machthaber in Peru.

## Leben

### Politische Karriere
Bei den Präsidentschaftswahlen vom 10. Juni 1962 waren drei Hauptkandidaten angetreten: Víctor Raúl Haya de la Torre, Gründer und Vorsitzender der APRA, Fernando Belaúnde Terry sowie der frühere Diktator Manuel A. Odría. Haya de la Torre siegte nach den offiziellen Ergebnissen mit einem Prozent Vorsprung vor Belaúnde, verfehlte aber das laut peruanischer Verfassung erforderliche Drittel der Wählerstimmen. Auch wurden Fälschungsvorwürfe laut. Die Entscheidung oblag nun dem peruanischen Kongress; Haya de la Torre und Odría schmiedeten ein Bündnis, welches Odría an die Macht bringen sollte.

### Machtübernahme und Präsidentschaft (1962–1963)
Um 3:20 morgens am 18. Juli 1962 fuhr einer von 30 aufgestellten Panzern auf den Präsidentenpalast zu und rammte durch die schwarzen Eisentore hindurch. Der noch amtierende verfassungsgemäße Präsident Manuel Prado y Ugarteche wurde nur 10 Tage vor dem Ende seiner Amtsperiode vom Militär abgesetzt.
Ricardo Pérez Godoy stand (als Vorsitzender der Vereinigung der Militärkommandeure) an der Spitze der Militärjunta, die aus hochrangigen Militärs bestand: General Nicolás Lindley López, der Kommandeur der nationalen Armee; Vizeadmiral Juan Francisco Torres Matos, Kommandeur der Flotte; sowie General Pedro Vargas Prada, Kommandeur der peruanischen Luftwaffe. Nach Betreten des Präsidentenpalastes vereidigten sich die Juntamitglieder selbst. Sie setzen die verfassungsgemäßen Rechte außer Kraft, lösten das Parlament auf, inhaftierten Mitglieder der Wahlkommission, und versprachen freie und saubere Wahlen für den 9. Juni 1963. Nicolás Lindley López wurde zum Ministerpräsidenten ernannt.
Der Militärputsch wurde in der ganzen Welt verurteilt: Die anfänglichen Reaktionen waren von Missfallen und Verurteilung geprägt, was die Junta überraschte. Von den lateinamerikanischen Staaten suspendierten neun die diplomatischen Beziehungen oder brachen sie ganz ab, ebenso die Vereinigten Staaten, welche sie nach einigen Monaten aber wieder aufnahmen und die Militärregierung anerkannten.
Unter dem Motto eines „Neuen Peru“ setzte Pérez Godoy eine Erhöhung des Staatshaushaltes um 24 % durch und führte zur Gegenfinanzierung neue Steuern ein. Darunter war eine Abgabe auf Sardellen, was zum Streik der Fischer führte und die fischverarbeitende Industrie bedrohte. Als Pérez Godoy sich weigerte, die Konstruktion eines neuen Krankenhauses für die Luftwaffe von General Vargas Prada zu genehmigen, widersetzten sich ihm die andere Juntamitglieder.
Anfang 1963 deutete Pérez Godoy an, vom ursprünglichen Plan zur Durchführung von Wahlen am 9. Juni abweichen und die Macht länger als vorgesehen behalten zu wollen.

### Machtverlust
Nachdem er Warnungen erhalten hatte, dass seine Juntakollegen seine Absetzung planten, versuchte Pérez Godoy die Unterstützung von regionalen Militärkommandeuren und zivilen Kräften zu gewinnen. Seine Anstrengungen schlugen jedoch fehl. Pedro Vargas Prado und Francisco Torres Matos stellten ein Ultimatum: Rücktritt oder Absetzung. Die Antwort von Pérez Godoy lautete: „Ich weigere mich, den Posten zu verlassen. Es ist jetzt zu spät, dieses Gespräch fortzusetzen. Ich werde schlafen gehen.“ Er wurde durch den zweiten starken Mann, Nicolás Lindley López ersetzt, der am 3. März 1963 die Präsidentschaft übernahm. Lindley López führte die Neuwahlen wie geplant durch, aus denen Fernando Belaúnde Terry als Sieger hervorging.